# Stefan Pellegrini
Stefan Pellegrini (18. marts 1985 i Herning) er en dansk instruktør.

## Filmografi
- King Emma (2021)
- Hunger (2020)
- Pandakomplekset (2020)
- Bokser (2018)
- Stronger (2016)
- Fransk Hotdog (2016)
- Bonne année (2014)
- Os to (2013)
- Kufferten (2012)